# Lithocarpus gaoligongensis
Lithocarpus gaoligongensis är en bokväxtart som beskrevs av Cheng Chiu Huang och Yong Tian Chang. Lithocarpus gaoligongensis ingår i släktet Lithocarpus och familjen bokväxter. Inga underarter finns listade.